# Heart (Elisa)
| Recensione | Giudizio |
| ---------- | -------- |
| AllMusic   |          |

Heart è il sesto album in studio della cantautrice italiana Elisa, pubblicato il 13 novembre 2009 dall'etichetta discografica Sugar Music.

## Descrizione
Heart è un album rock, influenzato dalla musica alt-rock e dall'elettronica.
La preproduzione del disco è stata relativamente lunga: l'album è stato pubblicato a cinque anni di distanza dall'ultimo disco di inediti Pearl Days e grazie a questa fase di preparazione più lunga del solito, Elisa ha potuto seguire personalmente il disco come produttrice con il suo allora compagno, attuale marito Andrea Rigonat, registrando da sola i primi demo e poi arrangiando i suoni e le voci con la sua band in sala prove per poi registrarli definitivamente. Dal 3 gennaio all'11 ottobre 2009 si è passati alla registrazione del disco. Come lei stessa ha dichiarato, la parte più impegnativa è stata la scelta delle canzoni da inserire nell'album, fra una gamma che ne comprendeva una sessantina: alcune scritte di recente, altre più vecchie; Coincidences, scritta subito dopo la pubblicazione del primo album, e Lisert, dedicata alla sua terra d'origine e che avrebbe potuto essere inclusa nel suo secondo album (il quale avrebbe anche potuto intitolarsi come la canzone), risalgono alla fine degli anni novanta. Tra queste, la cantante ha comunque deciso di scegliere fra quelle meno recenti.
Il primo singolo estratto è Ti vorrei sollevare, cantato in duetto con Giuliano Sangiorgi dei Negramaro. Nell'album vi è inoltre la partecipazione di Antony Hegarty degli Antony and the Johnsons che canta in duetto con Elisa nel brano Forgiveness. È anche presente una cover di Mad World dei Tears for Fears, già eseguita dal vivo nella tournée Mechanical Dream e ispirata dalla cover di Michael Andrews e Gary Jules realizzata per il film Donnie Darko.
Le traduzioni dei testi in inglese presenti nel booklet dell'album sono di Niccolò Agliardi, che spesso ha dato una propria interpretazione discostandosi fortemente dal significato letterale.
L'album, mantenendo identici tracklist e booklet, è stato prima pubblicato in una custodia ecologica certificata FSC a forma di libretto e successivamente nella classica jewel case.
Il 6 agosto 2010 l'album Heart è stato pubblicato su iTunes negli Stati Uniti e il giorno dopo anche in molti altri Stati del mondo.
I brani Ti vorrei sollevare, Anche se non trovi le parole (cantato in una nuova versione con Fabri Fibra) e Forgiveness sono stati pubblicati in chiave acustica nel settimo album della cantante, Ivy.

## Promozione
Il disco è stato anticipato da otto brevi filmati pubblicati sul sito ufficiale e su YouTube il 21 e 26 settembre, il 4, l'11, il 17 e il 27 ottobre, il 4 e 9 novembre 2009. Il giorno della pubblicazione dell'album sul sito ufficiale è stato presentato un filmato sulla lavorazione dell'album.
La prima esibizione dal vivo di brani tratti dall'album è stato il 18 febbraio 2010 al Festival di Sanremo, dove Elisa ha cantato un medley di Ti vorrei sollevare, Anche se non trovi le parole e Your Manifesto.
Il 14 aprile 2010 è iniziata da Conegliano la prima parte del Heart Alive Tour, una tournée con la regia di Luca Tommassini in cui Elisa propone i suoi nuovi brani e le sue precedenti hit accompagnata da coreografie e proiezioni su schermi tridimensionali. Il 13 luglio è partita da Milano la parte estiva del tour.

## Tracce
1. Vortexes – 3:36 (testo: Elisa Toffoli – musica: Elisa Toffoli, Andrea Rigonat)
2. And All I Need – 4:57 (Elisa Toffoli)
3. Anche se non trovi le parole – 4:04 (testo: Elisa Toffoli – musica: Elisa Toffoli, Andrea Rigonat)
4. This Knot – 3:22 (testo: Elisa Toffoli – musica: Elisa Toffoli, Andrea Rigonat)
5. Mad World – 5:15 (Roland Orzabal) – cover dei Tears for Fears
6. Ti vorrei sollevare (feat. Giuliano Sangiorgi) – 4:27 (Elisa Toffoli)
7. Your Manifesto – 3:18 (Elisa Toffoli)
8. The Big Dipper – 4:02 (Elisa Toffoli)
9. Someone to Love – 3:32 (Elisa Toffoli)
10. Poems by God – 3:51 (testo: Elisa Toffoli – musica: Elisa Toffoli, Andrea Rigonat, Gianluca Ballarin, Andrea Fontana)
11. Coincidences – 4:05 (testo: Elisa Toffoli – musica: Elisa Toffoli, Andrea Fontana)
12. Lisert – 6:34 (testo: Elisa Toffoli, Windy Wagner – musica: Elisa Toffoli)
13. Forgiveness (feat. Antony) – 3:42 (Elisa Toffoli)
14. Dot in the Universe – 4:35 (testo: Elisa Toffoli, Windy Wagner – musica: Elisa Toffoli)

Bonus track esclusiva del preorder su iTunes
1. Ti vorrei sollevare – 4:27 (Elisa Toffoli)

## Formazione
- Elisa – voce, tastiera, programmazione
- Andrea Rigonat – chitarra elettrica, programmazione, tastiera, chitarra acustica
- Max Gelsi – basso
- Gianluca Ballarin – tastiera, programmazione, pianoforte, sintetizzatore, Fender Rhodes, organo Hammond
- Simone Bertolotti – pianoforte, programmazione, tastiera, glockenspiel
- Andrea Fontana – batteria, programmazione, percussioni
- EdoDea Ensemble – archi

## Successo commerciale
L'album è entrato direttamente al primo posto della classifica italiana degli album più venduti stilata dalla FIMI; ha inoltre raggiunto la posizione numero 34 nella classifica degli album più venduti globalmente.
In Italia è stato certificato doppio disco di platino per aver superato le 140 000 copie vendute.
Ai Wind Music Awards 2010 Elisa viene premiata per le vendite di Heart, eseguendo poi Ti vorrei sollevare, Someone to Love e un medley costituito da This Knot, Your Manifesto e Beat It di Michael Jackson. Riceve anche il premio "Digital Songs Platino" per Ti vorrei sollevare.
Dalle classifiche stilate da FIMI e Nielsen risulta che l'album si sia piazzato al tredicesimo posto tra quelli più venduti dell'anno 2009.
Il primo singolo Ti vorrei sollevare è arrivato al primo posto della classifica di vendita dei singoli e vi è rimasto per due settimane, mentre i seguenti hanno mancato la Top Ten.

## Classifiche
| Classifica (2009) | Posizione massima |
| ----------------- | ----------------- |
| Italia            | 1                 |

### Classifiche di fine anno
| Classifica (2009) | Posizione |
| ----------------- | --------- |
| Italia            | 13        |
| Classifica (2010) | Posizione |
| Italia            | 31        |

## Date di pubblicazione
| Paese         | Data             | Formato               | Etichetta |
| ------------- | ---------------- | --------------------- | --------- |
| Italia        | 13 novembre 2009 | CD, download digitale | Sugar     |
| Stati Uniti   | 6 agosto 2010    | download digitale     | Sugar     |
| Australia     | 7 agosto 2010    | download digitale     | Sugar     |
| Canada        | 7 agosto 2010    | download digitale     | Sugar     |
| Danimarca     | 7 agosto 2010    | download digitale     | Sugar     |
| Finlandia     | 7 agosto 2010    | download digitale     | Sugar     |
| Giappone      | 7 agosto 2010    | download digitale     | Sugar     |
| Grecia        | 7 agosto 2010    | download digitale     | Sugar     |
| Irlanda       | 7 agosto 2010    | download digitale     | Sugar     |
| Norvegia      | 7 agosto 2010    | download digitale     | Sugar     |
| Nuova Zelanda | 7 agosto 2010    | download digitale     | Sugar     |
| Portogallo    | 7 agosto 2010    | download digitale     | Sugar     |
| Regno Unito   | 7 agosto 2010    | download digitale     | Sugar     |
| Spagna        | 7 agosto 2010    | download digitale     | Sugar     |
| Svezia        | 7 agosto 2010    | download digitale     | Sugar     |